# My Name Is (Serie)
My Name Is ist eine deutsche Imitatoren-Castingshow auf RTL II. Die Teilnehmer imitieren ihr Idol, zum Beispiel im Singen oder Tanzen. Die Show findet in Düsseldorf statt. Die Zuschauer stimmen per Televoting ab, welche beiden Kandidaten siegen.

## Staffel 1
Die erste Staffel des Formates begann im Jahre 2011. Die dreiköpfige Jury bestand aus Schlagersängerin Michelle, Model Alessandra Pocher und Musikproduzent Maarten Steinkamp. Sie entschieden, ob der Kandidat weiterkam oder gehen musste. Es gab einen Kinder-Sieger und einen Erwachsenen-Sieger. Kinder-Sieger wurde Justin-Bieber-Imitator Linus. Der Sieger der Erwachsenen wurde Robbie-Williams-Imitator Mario.

## Staffel 2
Die zweite Staffel fand seit April 2012 statt. Die Jury blieb gleich. Neu eingeführt wurde die „K.-o.-Runde“, wo zwei Kandidaten gegeneinander auftreten. Dabei entscheidet die Jury, wer weiterkommt. Im Finale traten acht Kandidaten gegeneinander an. Als Stargäste waren Robert und Carmen Geiss geladen. Gewinner der zweiten Staffel wurde Christian Sander mit der Cover-Band Weissglut – A Tribute To Rammstein als Imitatoren der Gruppe Rammstein. Sieger der Kinder wurde Adele-Imitatorin Maria.